# Maison du Cinéma (Saint-Pétersbourg)
 (juillet 2021).
La Maison du Cinéma à Saint-Pétersbourg est un bâtiment classé qui ferme l'ensemble de la place Manezhnaya à Saint-Pétersbourg.

## Caractéristiques architecturales du bâtiment
Le bâtiment a été construit en 1914-1916 par les architectes K. DE. Bobrovski et B. JE. Botkin.

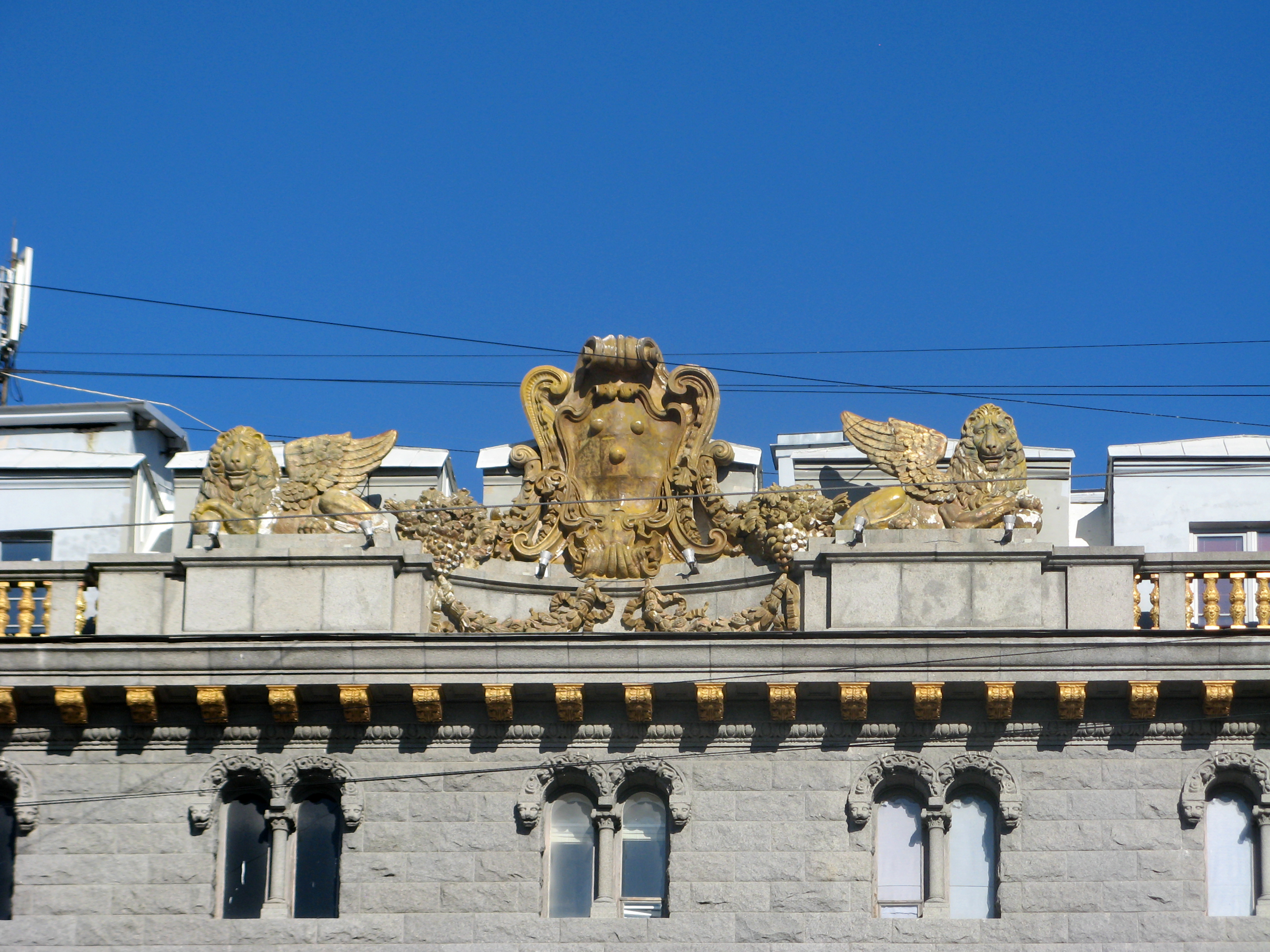
Composition sur le toit du bâtiment

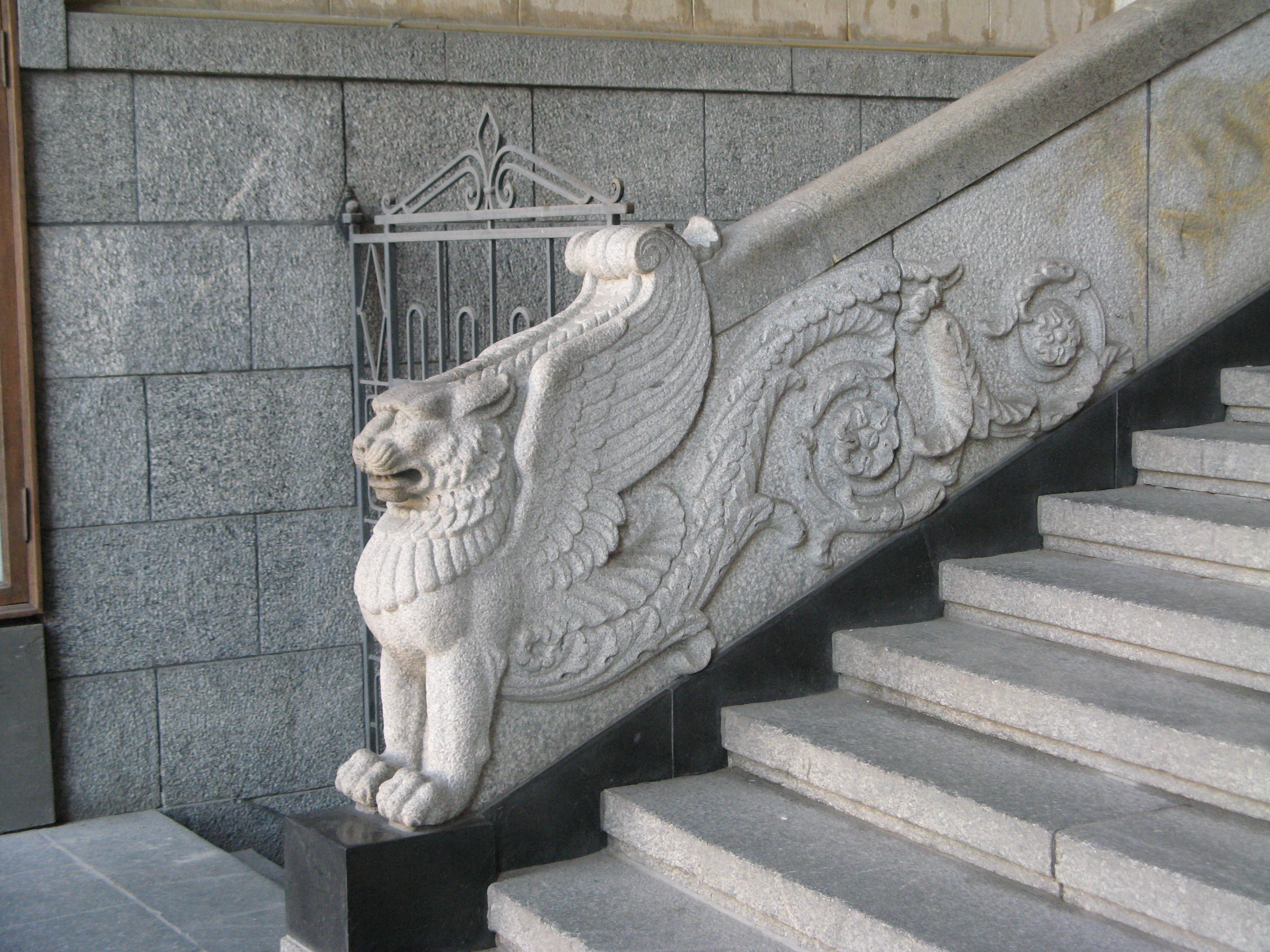
Escalier avec griffon

Une caractéristique du bâtiment est les larges escaliers avec des statues de griffons assis. Le bâtiment est de style néo-Renaissance, comme en témoignent les détails dorés sur la façade, les colonnes à chapiteaux corinthiens, la corniche à modillon, une composition de cinq mètres de guirlandes de fruits et une paire de lions ailés sur le toit. Les façades et les intérieurs du bâtiment ont été conçus par le sculpteur Alexandre Gromov et le céramiste Pyotr Vaulin.

## Histoire
Jusqu'en 1917, le bâtiment abritait la Société provinciale de crédit de Petrograd.
En 1917, le cinéma et les commerces Splendid Palace étaient installés au sous-sol de l'immeuble.
En 1947-1948 le bâtiment a été remanié. Le 12 juin 1948, le premier cinéma pour enfants "Rodina" a été ouvert à Leningrad.
En 1959, l'auditorium des étages supérieurs est restauré. Et dès 1960, il a été décidé d'y implanter une salle de cinéma de la Maison du Cinéma, où l'Union des Directeurs de la photographie exerçait ses activités de création.
En 1993, le bâtiment a été déclaré monument architectural.

## De nos jours
Pendant longtemps, un grand auditorium de 400 places avait besoin de grosses réparations. Le verre du toit en métal délabré était brisé, les chaises cassées, le plâtre des murs  décollé et les bas-reliefs étaient détruits. La rénovation a duré six ans et en 2018, la salle a été ouverte aux visiteurs.
Aujourd'hui la salle de cinéma est équipée de matériel professionnel, un grand écran blanc est installé.
Comme auparavant, la Maison du Cinéma est un lieu de festivals.